# En minut med Stan Hooper
En minut med Stan Hooper, eller bara Stan Hooper, var en kortlivad amerikansk sitcom som sändes av FOX med Norm Macdonald. Serien lades ned efter att sex av tretton avsnitt sänts. Programmet sändes ursprungligen mellan 29 oktober 2003 och 12 december 2003 och producent var Jessie Ward Dugan.
Namnet på huvudpersonen i serie, Stan Hooper, togs från Macdonalds tid i Saturday Night Live, men karaktärerna var väsentligt olika.

## Rollista
| Norm Macdonald      | – Stan Hooper   |
| Penelope Ann Miller | – Molly Hooper  |
| Reagan Dale Neis    | – Chelsea       |
| Eric Lively         | – Ryan          |
| Fred Willard        | – Fred Hawkins  |
| Brian Howe          | – Gary          |
| Garret Dillahunt    | – Lou Peterson  |
| Daniel Roebuck      | – Pete Peterson |